# Familjen Knyckertz
Familjen Knyckertz är en serie barnböcker skrivna av Anders Sparring och illustrerade av Per Gustavsson.

## Handling och uppbyggnad
Serien handlar om en familj tjuvar som heter Knyckertz och består av mamma Fia, pappa Bove, sonen Ture, dottern Ellen "Kriminellen" och deras hund Snuten. Familjen stjäl allt möjligt och har ständigt polismästaren Paul Isman i hälarna.

## Volymer
- 2017 – Familjen Knyckertz och födelsedagskuppen
- 2018 – Familjen Knyckertz och gulddiamanten
- 2019 – Familjen Knyckertz och snutjakten
- 2020 – Familjen Knyckertz och Ismans hemlighet
- 2021 – Familjen Knyckertz och Gipskattens förbannelse
- 2022 – Familjen Knyckertz och damen med fjäderboan

## Pysselbok
- 2021 – Familjen Knyckertz pysselbok: Utbrott och inbrott

## Filmatiseringar
SVT:s julkalender från 2021 heter En hederlig jul med Knyckertz och handlar om familjen. Julkalendern följs 2023 upp av långfilmen Familjen Knyckertz och snutjakten.